# Scotopteryx eurypeda
Scotopteryx eurypeda är en fjärilsart som beskrevs av Louis Beethoven Prout 1937. Scotopteryx eurypeda ingår i släktet backmätare, och familjen mätare. Inga underarter finns listade.